# Gruppendenken
Gruppendenken ist ein möglicher Prozess innerhalb einer Gruppe. Kompetente Personen treffen dabei schlechtere oder realitätsfernere Entscheidungen, weil jede ihre Meinung an die erwartete Gruppenmeinung anpasst. Daraus können Situationen entstehen, bei denen die Gruppe Handlungen oder Kompromissen zustimmt, die jedes einzelne Gruppenmitglied unter anderen Umständen ablehnen würde.

## Begriff
In der Psychologie wird im Deutschen für „Gruppendenken“ auch häufig der englische Begriff groupthink benutzt. Dieser wurde 1972 von dem Psychologen Irving Janis in gewollter Ähnlichkeit zu Wortneuschöpfungen wie doublethink (siehe Doppeldenk) in George Orwells Roman 1984 geprägt. Nach Janis ist Groupthink ein „Denkmodus, den Personen verwenden, wenn das Streben nach Einmütigkeit in einer kohäsiven Gruppe derart dominant wird, dass es dahin tendiert, die realistische Abschätzung von Handlungsalternativen außer Kraft zu setzen“.
Andere sprechen davon, dass der Begriff Groupthink eine Neuschöpfung von William H. Whyte im Jahr 1952 war. Von ihm stammt das Buch The Organization Man. Tatsächlich beschreibt Whyte in diesem Buch von 1956 den Rauswurf eines eigentlich sehr guten Mitarbeiters mit den Worten:

“The management was unhappy about the decision but they argued that harmonious group thinking (this was the actual word they used) was the company's prime aim, and if they had promoted the brilliant man it would have upset the whole chain of company interpersonal relationships. What else, they asked plaintively, could they have done?”

„Das Management war unzufrieden mit der Entscheidung, aber es führte an, dass harmonisches Gruppendenken (diesen Ausdruck verwendeten sie) oberstes Firmenziel war, und wenn man den hervorragenden Mitarbeiter befördert hätte, hätte das die ganze Kette der zwischenmenschlichen Beziehungen durcheinander gebracht. Was also, klagten sie, hätten sie tun sollen?“

## Auftreten
In gemäßigter Form ist das Denken aller Menschen durch Anpassung an verschiedene Gruppen beeinflusst: Wir alle orientieren uns ein Stück weit an den Ideen und Wertvorstellungen der Familie, des Freundeskreises, des Vereins, der Firma – bis hin zu Kirche, Partei und Staat. Gleichzeitig sind wir an der Bildung dieses Gruppendenkens beteiligt.
Gruppendenken im Sinne des Groupthink tritt dagegen gehäuft in Komitees oder großen Organisationen in Erscheinung, vor allem wenn die Entscheidung abgeschottet von äußeren Einflüssen getroffen wird. In seiner extremen Ausprägung ist Gruppendenken das völlige Unterwerfen des Einzelnen unter das Denken einer Gruppe, zu der die Einzelperson gehört oder gehören will. Dabei kann es sich um eine Religionsgemeinschaft, eine Partei oder auch nur ein beliebiges Entscheidungsgremium handeln. Kritisches, hinterfragendes Denken findet dann nicht mehr statt.

### Besonderheit
Die Gefahr des Gruppendenkens besteht in seiner ausgeprägten Starrheit und Irrationalität. Verfügt eine Gruppe nicht über funktionale Mechanismen zur Anpassung der gemeinsamen Denkvorstellungen, werden diese zum Dogma erhoben, das dennoch hohe Anziehungskraft entfalten kann. Die Orientierung an einem solch wirklichkeitsfernen Dogma kann im ungünstigsten Fall bis zum Untergang der Gruppe führen.

### Bekannte Beispiele
Groupthink wird als einflussreicher Faktor im Nationalsozialismus, beim Vietnamkrieg, bei der Schweinebucht-Invasion, der Watergate-Affäre, dem Challenger-Unglück und dem Columbia-Unglück, der Korruption im Enronkonzern sowie bei der Entscheidung des amerikanischen Kongresses zum zweiten Irakkrieg 2003 angesehen.
Der Psychologe und Journalist Christian Stöcker zog Groupthink auch als ein Erklärungsmuster für den Einmarsch Russlands in die Ukraine vom Februar 2022 heran.

## Faktoren, Symptome und Konsequenzen
Faktoren, die das Auftreten von Gruppendenken wahrscheinlich machen, sind:
- eine hohe Gruppenkohäsion (Nahverhältnis, Ähnlichkeit, Zusammenhalt)
- strukturelle Mängel im Aufbau der Gruppe
  - Abschottung nach außen
  - ein sehr starker, dominanter Meinungsführer im Innern
  - fehlende Objektivität seitens der Führungskraft
  - mangelhafte oder sogar fehlende Normen/Prozesse, um systematisch Handlungsalternativen abzuwägen
- Bestehen einer (im Gruppenempfinden) bedrohlichen Situation, die starken Stress und viel Emotionalität auslöst

Symptome von Gruppendenken sind beispielsweise:
- die Illusion von Unverwundbarkeit, überzogener Optimismus
- Überzeugung von der Moralität des eigenen Handelns, Stereotypisierung von Außenstehenden oder Gegenspielern
- Beschönigung schlechter Entscheidungen
- extremer Konformitäts-Druck (Anpassung an die Gruppe, Zurückhalten von Zweifeln, Einwänden oder Kritik) und Stigmatisierung von „Abweichlern“
- Druck, die Gruppe vor abweichenden (als negativ oder sogar feindlich angesehenen) Ansichten zu schützen
- Informationen über die Gruppe und den Informationsfluss nach „draußen“ zu zensieren
- innerer und äußerer Druck zur einstimmigen Entscheidungsfindung

Die Konsequenz dieses Gruppendenkens ist eine sehr stark ausgeprägte Form selektiver Wahrnehmung, die schlussendlich zu durchaus desaströsen Fehlentscheidungen führen kann:
- Betrachtung von wenigen, ausgewählten Alternativen
- Nichtbeachtung der Meinung von Experten oder Außenstehenden
- sehr selektive Informationsbeschaffung (nur Informationen, welche in die bereits eingeschlagene Richtung passen), kein aktives Bemühen um zusätzliche Informationen (Bestätigungsfehler)
- einzelne Gruppenmitglieder bestätigen sich gegenseitig ihre Theorien
- keine Erstellung von Alternativ- oder Notfall-Plänen

## Dem Gruppendenken vorbeugen
Es gibt verschiedene Ansätze, Situationen des Gruppendenkens vorzubeugen:

### Verantwortung und Entscheidung in einer Hand
Führt man die Theorie des Groupthink konsequent weiter, könnten die interpersonellen Zwänge des Groupthink dadurch umgangen werden, dass Verantwortlichkeit und die Macht, Entscheidungen zu treffen, in die Hände einer einzelnen Person gelegt werden. Diese darf und soll jederzeit andere Gruppenmitglieder um Rat bitten. Da Kompromisse und Handlungen nur von dieser einen Person bestimmt werden, ist sie nicht von einer angenommenen Gruppenhaltung abhängig. Diese Methode ist jedoch sehr fragwürdig, da sie entweder dieser Person zu viel Macht einräumt oder zu unproduktiven Machtkämpfen innerhalb der Gruppe führt, und schließlich, weil diese Person ja durchaus auch von einer Gruppe von Personen durch deren Denken unter Druck gesetzt werden kann bzw. sich gesetzt fühlt, also ebenfalls wieder einem Gruppendenken erliegt.
Natürlich gehen mit der Bündelung der Entscheidungsgewalt durchaus andere problematische Phänomene einher. So kann die mangelnde Eigenverantwortlichkeit auch in reduziertem Engagement der anderen Gruppenmitglieder münden. Auch kann eine starke, alleinverantwortliche Führungspersönlichkeit ebenfalls kritische Äußerungen unterdrücken. Wird ein alleiniger Entscheidungsträger bestimmt, müssen weitere Maßnahmen ergriffen werden, um die Qualität der Entscheidung zu gewährleisten (Klare Entscheidungsregeln, Advocatus Diaboli, …).

### Advocatus Diaboli
Durch die Auswahl eines Gruppenmitgliedes, das stets eine ablehnende Haltung einnimmt (Advocatus Diaboli oder schwarzer Denkhut von De Bono), können andere Gruppenmitglieder zur Begründung von Vorschlägen motiviert werden. Auch sinkt der mit ersten Gegenargumenten verbundene Druck, da der Advocatus Diaboli durch das Vorbringen von Gegenargumenten lediglich seine Aufgabe erfüllt.

### Strukturelle Maßnahmen
Anonymes Feedback, Vorschlagsboxen sowie Online Chats haben sich als wirksame Mittel gegen Groupthink etabliert. Kritik und negative Ansichten können aufgeworfen werden, ohne dass ein bestimmtes Gruppenmitglied dafür verantwortlich gemacht werden kann.
Eine weitere Möglichkeit, Gruppendenken zu erschweren, ist ein Entscheidungsfindungsprozess, der alle Beteiligten gleichberechtigt einbindet und dabei die Betrachtung und Erarbeitung von Alternativen ermöglicht. In kooperierenden Gruppen kann ein solcher Prozess am effektivsten angewendet werden. Methoden, die diese Art der Entscheidungsfindung ermöglichen sind z. B. Liberating Structures.

## Prozessverluste
Sind Gruppen schlechter als die Summe ihrer Mitglieder, weil Informationen, die Einzelne besitzen, nicht mitgeteilt oder beachtet werden, spricht man von Prozessverlusten. Stasser & Titus (1985) zeigten dies mit folgendem Experiment: Der beste von mehreren fiktiven Präsidentschafts-Kandidaten hat acht positive und vier negative Eigenschaften. Abgestimmt wird nach Diskussion in einer Vierergruppe. Alle Probanden erfuhren die vier negativen Eigenschaften; in Versuchsbedingung 1 kannten die Diskutanten alle positiven Eigenschaften des Kandidaten, in Versuchsbedingung 2 kannte jedes Gruppenmitglied nur jeweils zwei. Beide Gruppen besaßen also insgesamt dieselben Informationen. 83 % der Gruppen der ersten Bedingung, aber nur 24 % der Gruppen der zweiten Bedingung stimmten für den besten Kandidaten.